# Житник Володимир Костянтинович
Житник Володимир Костянтинович (Костьович) (нар. 28 листопада 1938 — пом. 7 листопада 2010) — мовознавець, перекладач, поет, кандидат філологічних наук, доцент.

## Біографія
Народився в селі Диканька (за документами у селі Великі Будища) на Полтавщині. У Великих Будищах у сільській школі працювали його батьки: Житник Костянтин Порфирович (21.V.1917 — 27.VIII.1990; поет, драматург, перекладач, журналіст) та Житник (Юрченко) Наталія Іванівна (10.ІХ. 1919 — 25.ІІ.2003).
1956 року вступив у Київський державний університет імені Тараса Шевченка на філологічний факультет, відділення української мови та літератури. Його додатковою спеціалізацією були чеська мова та література
Після навчання (1961—1964) працював вчителем української мови та літератури у Рудосількій середній школі (с. Руде Село Володарського району Київської області). У 1964—1965 роки був редактором видавництва дитячої літератури «Веселка», яке ще в 1964 році мало назву «Дитвидав».
1964 року відбувся перекладацький дебют Володимира Житника. Його переклади було надруковано в антологіях «Чеська поезія» та «Словацька поезія». 1967 року випустив першу поетичну збірку — «Зелений вітер».
З 1965 до 1968 року був аспірантом кафедри слов'янської філології філологічного факультету Київського університету. В жовтні 1973 року захистив кандидатську дисертацію на тему «Розвиток поетичної майстерності Антоніна Сови» та отримав вчений ступінь кандидата філологічних
наук.
1974 року вийшла друга поетична збірка — «Причали».
З 1968 до 1994 був викладачем кафедри слов'янської філології Київського державного університету імені Тараса Шевченка (1968—1975 — асистент, 1975—1978 — старший викладач, 1978—1995 — доцент). З 1981 до 1987 року — завідувач кафедри.
З 30 травня 1980 був членом Київської міської організації (Національної спілки письменників України). Завідував секцією перекладачів Спілки письменників України
З 1994 року викладав у Національному університеті Києво-Могилянська академія. 1994—2001 був завідувачем кафедри української мови, потім до 2008 року — доцентом цієї кафедри, а 3 останні роки життя — доцентом кафедри загального і слов'янського мовознавства.
У 1994—1995 та 2010 роках був лектором української мови на філософському факультеті Карлового університету (Прага, Чехія) та лектором історії української літератури на філософському факультеті Університету Масарика (Брно, Чехія).
Автор понад сотні наукових статей. Перекладач із 14 мов (понад 300 творів 56 авторів). Зокрема, переклав українською студентський гімн «Gaudeamus». Найбільше перекладав з чеської, словацької та польської мов.
Доссліджував етимологію слов'янських мов, взаєзв'язок і взаэмовпливи слов'янських літератур, творчість Т.Шевченка в перекладах чеською та словацькою мовами. Перекладав українською мовою твори чеських поетів, зокрема П.Безруча та Ї.Волькера.
1998 року отримав премію імені Максима Рильського за «переклади з чеської творів П. Безруча, Ї.Волькера, З. Бездєкової та переклади останніх років, опубліковані в пресі». Нагоджений Дипломом та почесною медаллю філософського факультету Карлового Університету (Прага, Чехія). Відмінник освіти України (2002 рік).

## Наукові праці
- Поезія Антоніна Сови (розвиток поетичної майстерності). — К., Вища школа, 1975 р.
- Т. Г. Шевченко в слов'янських перекладах (Традиції і перспективи)
- Наукові основи персональної текстології (На матеріалі творчості Т. Г. Шевченка)
- Чеські і словацькі будителі та українські києвомефодіївці (концепції розвитку слов'янських народів, їх мов і літератур)
- Slovenska literatura na Ukrajine